# Cherokee-Rose
Die Cherokee-Rose (Rosa laevigata) ist die einzige Art der Sektion Laevigatae aus der Pflanzengattung Rosen (Rosa) innerhalb der Familie der Rosengewächse (Rosaceae).

## Beschreibung

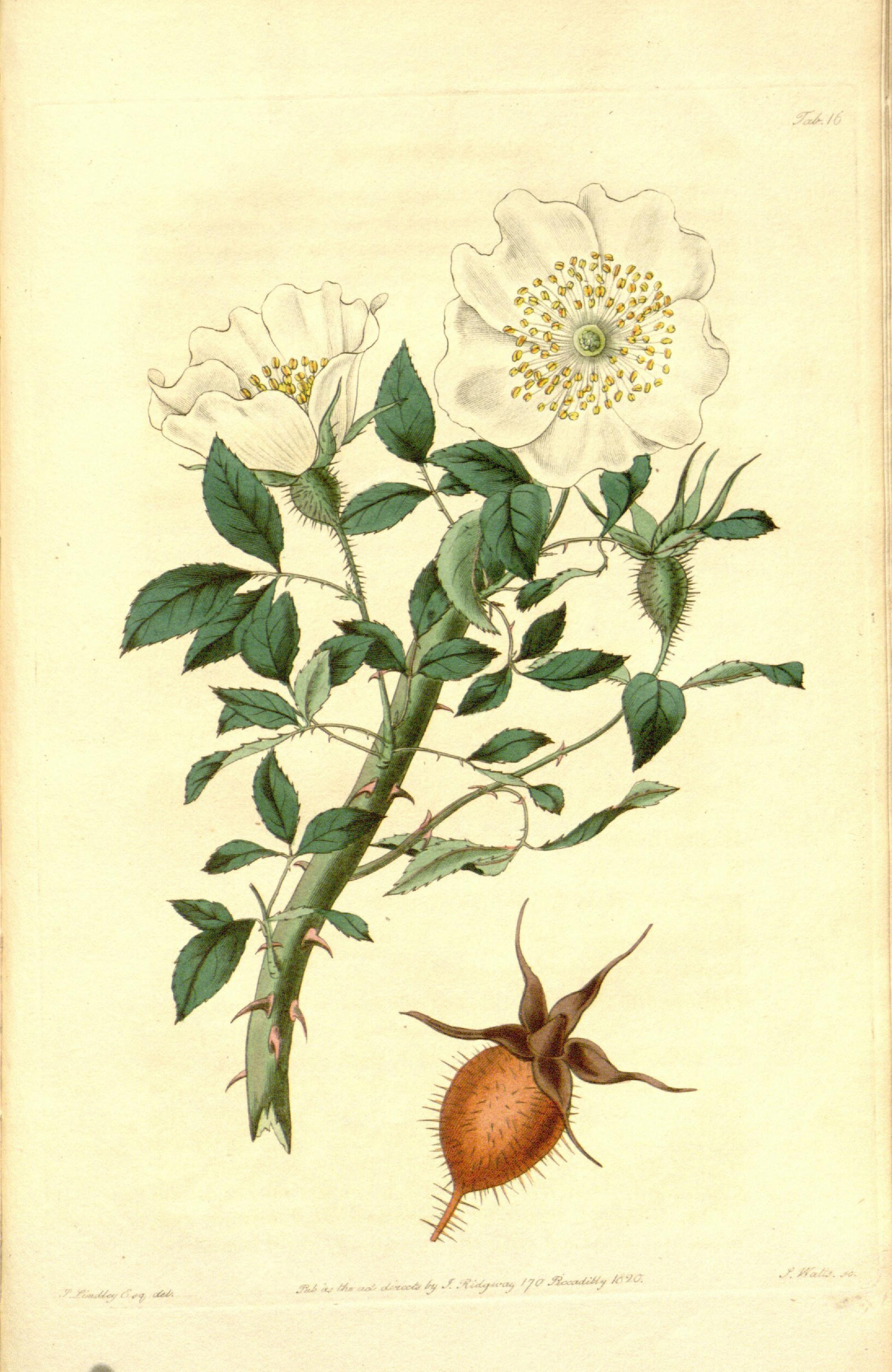
Illustration

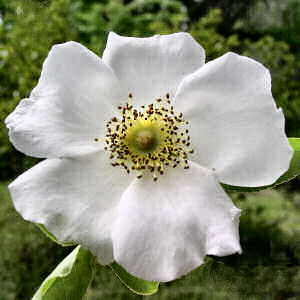
Fünfzählige Blüte

Rosa laevigata ist ein immergrüner, kletternder Strauch. Die bis zu 10 Meter langen Sprossachsen besitzen gebogene Stacheln. Die wechselständig angeordneten Laubblätter sind unpaarig gefiedert und bestehen aus meist drei Fiederblättchen. Die zwittrigen, angenehm duftenden Blüten sind bei einem Durchmesser von bis zu 10 Zentimetern radiärsymmetrisch und fünfzählig mit doppelter Blütenhülle. Die fünf freien Kronblätter sind weiß. Die bei Reife orangeroten Hagebutten sind lang und mit Borsten besetzt.

## Vorkommen und Namensgebung
Ihr natürliches Verbreitungsgebiet ist Zentralchina. Sie gelangte allerdings bereits im 17. Jahrhundert nach Nordamerika und hat sich dort als Neophyt ausgebreitet. 1803 beschrieb sie der französische Botaniker André Michaux in seiner Flora boreali americana und hielt sie für eine in Nordamerika einheimische Pflanzenart. Dies hat zu ihrem Trivialnamen Cherokee-Rose beigetragen. Sie ist auf heiße Sommer angewiesen. In Nordamerika gedeiht sie vor allem südlich von Georgia gut. Ihre bevorzugten Standorte sind felsige Gebiete.
Ein Gebiet mit Cherokee-Rosen in Texas hat zu einer entsprechenden Namensgebung des benachbarten Dorfes Rosharon geführt, da die Cherokee-Rose dabei mit der biblischen Rose von Scharon identifiziert wurde.

## Systematik
Rosa laevigata ist die einzige Art der Sektion Laevigatae Thory der Untergattung Rosa innerhalb der Gattung Rosa. Morphologisch steht sie den Sektionen Banksianae und Bracteatae nahe, molekulargenetische Untersuchungen sehen sie jedoch innerhalb der Klade der Sektion Pimpinellifoliae.